# Хохлов, Степан Борисович
Степан Борисович Хохлов (родился 9 мая 1998 в Москве) — российский регбист, полузащитник схватки команды «Стрела» и сборной России.

## Карьера игрока

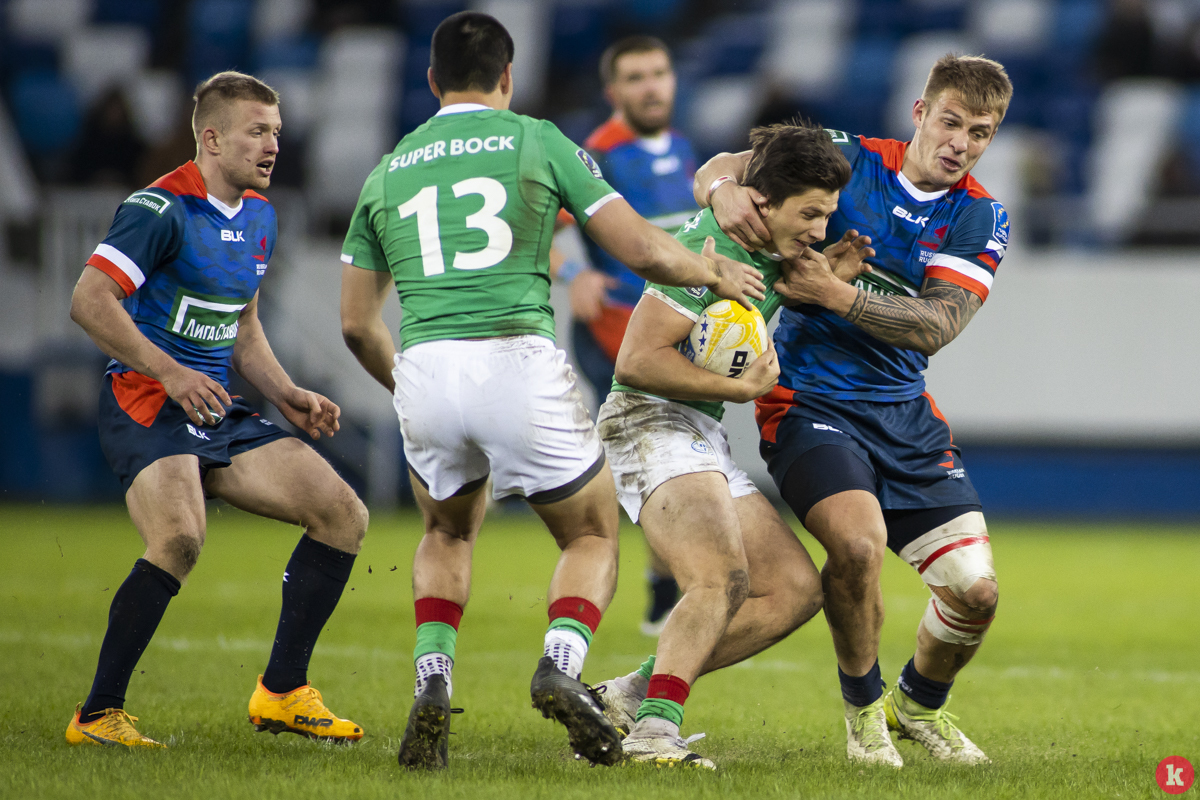
Хохлов (слева в синей форме) в матче против Португалии в феврале 2020

Родился в Москве. Является воспитанником «Славы». На юниорском уровне играл в центре веера и полузащитником схватки, но со временем окончательно стал девятым номером, где он себя чувствует увереннее, нежели в веере. За взрослую команду дебютировал в 2017 году. В сезоне 2019 года стал бронзовым призёром чемпионата, провел 12 игр (из 17) набрал 21 очко в сезоне.

## Карьера в сборной
Выступал за юниорские и молодёжные сборные U-18, U-19 и U-20 в дисциплинах регби-15 и регби-7. В конце 2019 года был вызван Лином Джонсом на УТС первой сборной в Сочи, а затем и на УТС в ЮАР. Там же в ЮАР дебютировал в сборной в тест-матче против клуба «Шаркс».